# Стробилюрус
Стробилю́рус (также стробилурус; лат. Strobilurus) — род грибов-базидиомицетов из семейства Physalacriaceae.

## Описание
- Шляпка с сухой гладкой поверхностью.
- Гименофор пластинчатый, пластинки приросшие к ножке или почти свободные от неё, белого или светло-серого цвета. Трама пластинок почти правильная.
- Ножка центральная, с зарытым под землю, покрытым белым налётом основанием.
- Покрывало отсутствует.
- Споровый порошок белого цвета. Споры тонкостенные, гладкие, бесцветные, неамилоидные. Пилеоцистиды присутствуют, фляжковидной формы. Гифы с пряжками.
- Тип развития карпофоров не изучен.

## Экология и ареал
Широко распространены в умеренном поясе Северного полушария. Сапротрофы, произрастающие на зарытых шишках различных хвойных деревьев.

## Виды
- Strobilurus albipilatus (Peck) V.L. Wells & Kempton, 1971
- Strobilurus conigenoides (Ellis) Singer, 1962
- Strobilurus esculentus (Wulfen) Singer, 1962 — Стробилюрус съедобный
- Strobilurus ohshimae (Hongo) Hongo, 2010
- Strobilurus stephanocystis (Kühner & Romagn. ex Hora) Singer, 1962
- Strobilurus tenacellus (Pers.) Singer, 1962 — Стробилюрус черенковый
- Strobilurus trullisatus (Murrill) Lennox, 1979